# Пирпонт, Джеймс Лорд
Джеймс Лорд Пирпонт (англ. James Lord Pierpont, 25 апреля 1822, Бостон, США — 5 августа 1893 Уинтер-Хейвен, США) — американский композитор XIX века. Мировую славу ему принесла композиция Jingle Bells.

## Биография
Джеймс родился 25 апреля 1822 года в Бостоне. Его отцом был Джон Пирпонт, который служил пастором в церкви в Бостоне и писал стихи, а матерью — домохозяйка Мэри Шелдон Лорд. Всего в семье родилось шесть детей.
В возрасте десяти лет Джеймса отправили в школу-интернат в Нью-Гемпшире. В одном из писем своей матери он упоминал гонку на санях, запряженных лошадьми. Позднее этот сюжет был воспроизведён в тексте песни Jingle Bells.
После школы-интерната Джеймс прослужил несколько лет на корабле простым моряком. В 1845 году он оставил флот и перепробовал много сухопутных профессий. В 1849 году Джеймс решил отправиться в Сан-Франциско, где началась золотая лихорадка.
В 1853 году его брат Джон Пирпонт-младший вступил в должность пастора в приходе Саванна (штат Джорджия). Джеймс переехал туда и устроился органистом местной церкви. Здесь он зарабатывал уроками игры на органе и пения. В том же году он опубликовал ноты первых песни.
В августе 1857 года Джеймс Лорд Пирпонт сочинил песню One Horse Open Sleigh, которая стала известной как Jingle Bells.
В 1859 году церковь в Саванне была закрыта. Джон Пирпонт-младший вскоре уехал, но Джеймс остался. Он вступил в кавалерию Джорджии и принял участие в Гражданской войне. В последующие годы он написал несколько композиций, популярных в ту эпоху: «Наш боевой флаг», «Мы победим или умрём» и др.
После завершения войны Джеймс перебрался в город Валдоста, штат Джорджия. Здесь он вернулся к преподаванию музыки.
В 1869 году композитор переехал в Куитмен, штат Джорджия. Он устроился органистом местной пресвитерианской церкви.

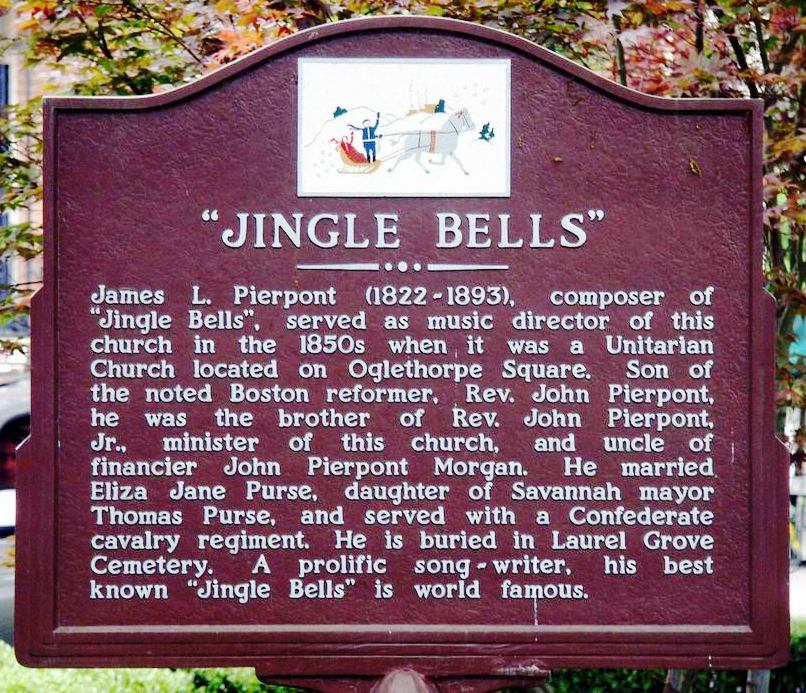
Памятный знак в честь Джеймса Лорда Пйрпонта и его Jingle Bells в Саванне, штат Джорджия

В 1880 доктор Джоури Пирпонт М. Д., младший сын Джеймса, зарегистрировал авторские права на песню Jingle Bells. Тем не менее никто из членов семьи так и не заработал на этом, хотя композиция уже стала знаменита и регулярно исполнялась.
Пирпонт умер в Уинтер-Хейвене, штат Флорида, в 1893 году.

## Личная жизнь
Джеймс Пирпонт был женат дважды. Его первую жену звали Миллисент Кауи. Она родила в браке двоих детей: Мэри Пирпонт Барнум и Джона. В 1856 году Меллисент умерла от туберкулёза. Вторую жену композитора звали Элиза Джейн Парс. Она родила троих детей.
Помимо прочего Джеймс Пирпонт оказался дядей знаменитого банкира-миллиардера Джона П. Моргана.